# Ruisseau à la Truite (rivière Pokemouche)
Pour le village, voir Rivière-à-la-Truite.
Pour les articles homonymes, voir La Truite.
Le ruisseau à la Truite, aussi appelé le ruisseau à Eugène, est un cours d'eau du nord-est du Nouveau-Brunswick, au Canada.

## Géographie

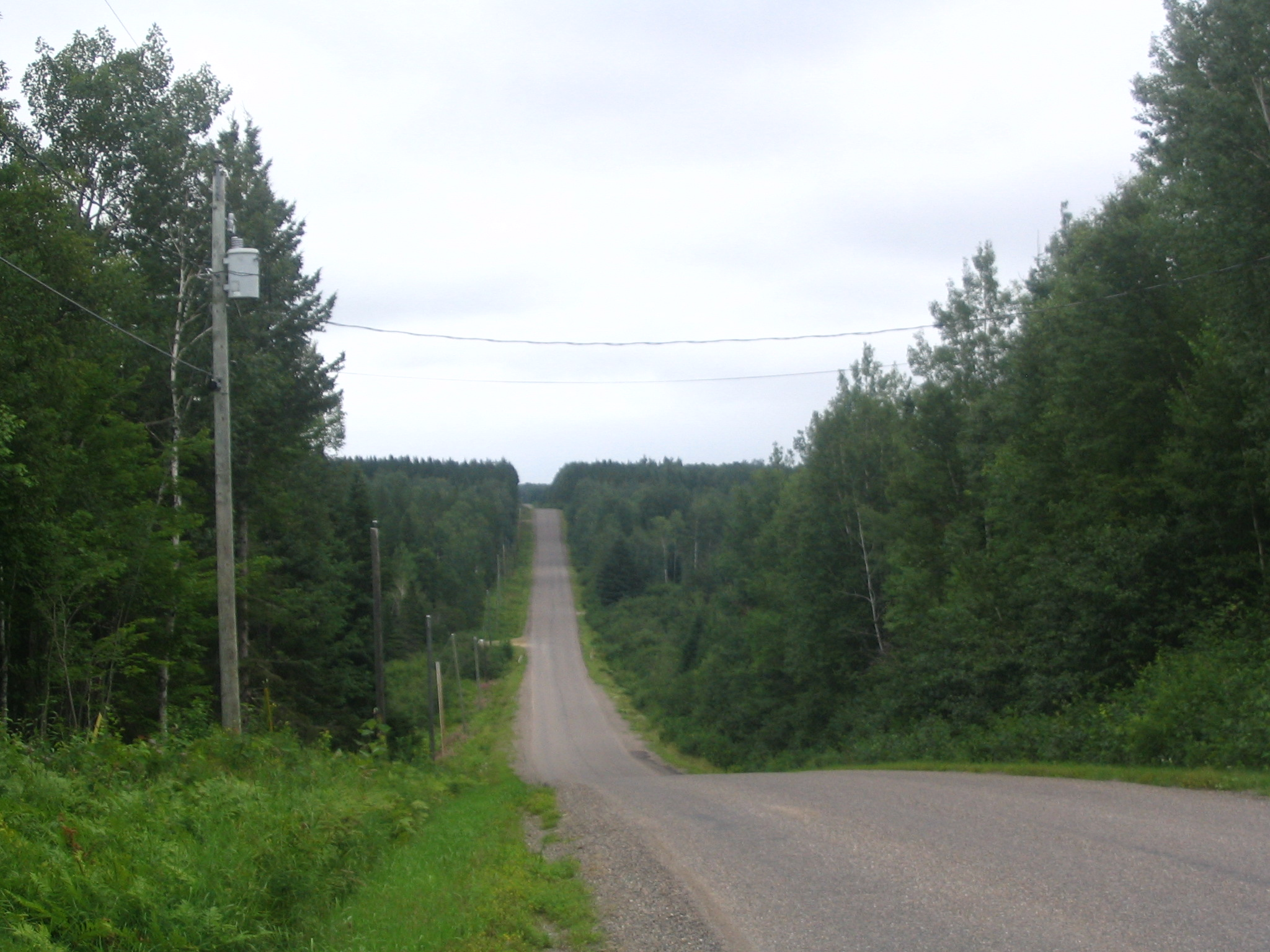
La vallée du ruisseau au pied du Nez Pointu.

Le ruisseau à la Truite prend sa source dans le hameau de Val-Doucet à Notre-Dame-des-Érables. Le ruisseau coule en direction est pendant les trois premiers kilomètres dans un terrain généralement plat. Au nord de la colline du Nez Pointu, la vallée se creuse et le ruisseau effectue plusieurs méandres entre les collines, avant de se jeter en rive gauche de la rivière Pokemouche à 1,4 kilomètre à l'ouest du hameau de Bois-Blanc, dans la paroisse de Saint-Isidore.
Malgré sa faible longueur, il fait plus de quatre mètres de large sur une bonne partie de son cours.
Le ruisseau à la Truite comprend quelques affluents, dont le plus long fait 3,4 kilomètres.

## Environnement
Parmi les espèces présentes dans le ruisseau, il y a des anguilles d'Amérique et des truites, d'où son nom anglais.
Seulement les environs de la source sont urbanisés et il n'y a pas d'agriculture et un peu d'exploitation forestière. Un ponceau traverse le ruisseau à mi-parcours. La pêche sportive est pratiquée par quelques personnes des environs.